# Aytaç Deniz
Aytaç Deniz (* 23. November 1989 in Izmir) ist ein türkischer Fußballspieler.

## Karriere
Deniz kam in Konak einem Stadtteil Izmirs auf die Welt und begann 2000 in der Jugend von Bucaspor mit dem Vereinsfußball. 2008 wechselte er in die Jugend von Şirinyerspor, kehrte aber bereits nach einem Jahr zu Bucaspor zurück. Hier spielte er eine Saison für die Reservemannschaft, ehe er zum Sommer 2009 zum Viertligisten Orhangazispor wechselte. 
Nach einem weiteren Jahr wechselte er erneut seinen Verein. Diesmal wechselte er zum Ligakonkurrenten Kahramanmaraşspor. Bei diesem Verein gelang ihm auf Anhieb der Sprung in die Startformation. In seiner ersten Saison für Kahramanmaraşspor, der Viertligasaison 2011/12, gelang es ihm mit seinem Team als Playoffsieger in die TFF 2. Lig aufzusteigen. In der 2. Lig beendete man die Saison als Meister und stieg das zweite Mal in Folge auf. Dieses Mal in die zweithöchste türkische Spielklasse, in die TFF 1. Lig.

## Erfolge
mit Kahramanmaraşspor
- Meister der TFF 2. Lig 2012/13 und Aufstieg in die TFF 1. Lig
- Playoffsieger der TFF 3. Lig 2011/12 und Aufstieg in die TFF 2. Lig